# Roberto Busti
Roberto Busti (ur. 22 listopada 1940 w Busto Arsizio) – włoski duchowny katolicki, biskup Mantui w latach 2007-2016.

## Życiorys
Święcenia kapłańskie otrzymał 27 czerwca 1964 i został inkardynowany do archidiecezji mediolańskiej. Był m.in. członkiem wydziałów kurialnych ds. kultury i ds. komunikacji społecznej, a także proboszczem w Lecco oraz krajowym dyrektorem organizacji ACIC.
13 lipca 2007 papież Benedykt XVI mianował go ordynariuszem diecezji Mantui. Sakry biskupiej udzielił mu arcybiskup Mediolanu - kardynał Dionigi Tettamanzi.
3 czerwca 2016 przeszedł na emeryturę.